# 龜梨和也
龜梨和也（日语：／ Kamenashi Kazuya，1986年2月23日—）出身於日本東京都江戶川區的歌手、演員、藝人、體育節目主播、電視、廣播節目主持人。小時候因親戚姊姊為他報名傑尼斯，他在不知情的情況之下，被父親帶到徵選現場，被錄取之後，成為日本偶像經紀公司傑尼斯事務所旗下的男子偶像團體「KAT-TUN」成員之一，代表色為粉紅色。

## 簡歷
- 1998年11月8日 加入傑尼斯事務所，成為Johnny's Jr。
- 1999年 首次出演電視劇《3年B組金八先生》。
- 2001年 與赤西仁、田口淳之介、田中聖、上田龍也、中丸雄一組成男子偶像團體「KAT-TUN」。
- 2004年 起出演舞台劇《DREAM BOY》，並於2007年至2012年擔任舞台劇的座長。
- 2005年 1月出演電視劇《極道鮮師Ⅱ》，亦是劇中插曲《絆》的作詞和主唱，獲得第44回日劇學院賞助演男優賞。
- 2005年 10月主演電視劇《野豬大改造》，獲得第47回日劇學院賞主演男優賞。
- 2006年3月22日 作為KAT-TUN成員，以單曲《Real Face》正式出道。
- 2006年至2010年 連續五年榮獲「Best Jeanist Award」最適合穿牛仔褲名人獎，入選殿堂級別。
- 2010年 開始擔任體育新聞節目《Going!Sports&News》的Baseball special supporter，逢星期日出演。
- 2010年 自2010年12月開始在美妝雜誌『MAQUIA』上連載『龜CAMERA』至今。
- 2011年 主演電視劇《妖怪人間貝姆》，獲得第71回日劇學院賞主演男優賞。
- 2013年 首次單獨主演電影《俺俺》。
- 2015年 演出蜷川幸雄執導的音樂劇「青い種子は太陽のなかにある」座長。
- 2017年 與櫻井翔和小山慶一郎一起擔任《24小時電視》的主持。同年7月至10月，舉行首次個人演唱會「KAT-TUN KAZUYA KAMENASHI CONCERT TOUR 2017 The一〜Follow me〜」。
- 2019年3月29日 職棒開幕戰 廣島-巨人始球式 獨唱國歌。
- 2019年5月15日 發行首張個人單曲《Rain》。同年12月獲選為2020年東京奧林匹克運動會的火炬手。
- 2021年10月19日主持 NTV《一撃解明バラエティ ひと目でわかる‼︎》於每周二晚間9點播出。
- 2022年1月23日 傑尼斯事務所於官網宣布其感染新型冠狀病毒。
- 2022年2月3日 傑尼斯事務所於官網宣布，經過一段時間治療及休養後，PCR檢查後陰性，將於2月4日恢復工作。
- 2022年8月6日 傑尼斯事務所於官網宣布其第二次感染新型冠狀病毒。
- 2023年1月1日 於凌晨開設個人Instagram。
- 2023年8月18日 發行第二張個人單曲《Cross》。
- 2023年10月23日 開設個人YouTube頻道。
- 2025年3月31日 離開經紀公司。
- 2025年4月1日  開設個人X（舊Twitter）。

## 音樂作品

### 音樂單曲

##### 個人單曲
- 2019年5月15日 龜梨和也《Rain》
- 2023年8月18日 龜梨和也《Cross》

##### 合作單曲
- 2005年11月2日 修二與彰《青春Amigo》
- 2013年11月6日 堀田家BAND《サヨナラ☆ありがとう》
- 2017年5月17日 龟與山P 《擦身而過的機會》

### 歷年演唱會的SOLO曲目
| 年份   | 標題                                                             | 時間                                                                                                   | SOLO曲目                                         |
| ------ | ---------------------------------------------------------------- | --- | ------------------------------------------------ |
| 2002年 | お客様は神サマー Concert 55万人愛のリクエストに応えて！！        | 2002年8月10日～2002年8月11日                                                                           | 離さないで愛                                     |
| 2003年 | Ko年モ Ah Taiヘン Thank U Natsu                                  | 2003年8月8日～2003年8月27日                                                                            | HA                                               |
| 2004年 | KAT-TUN Live 海贼帆                                              | 2004年12月28日～2005年1月10日                                                                          | 絆                                               |
| 2005年 | Spring '05 Looking KAT-TUN                                       | 2005年3月25日～2005年3月27日、 5月29日～6月26日、 8月26日～8月28日                                     | 離さないで愛 夏の終わり（8月）                   |
| 2006年 | '06 Live of KAT-TUN "Real Face"                                  | 2006年3月17日～2006年5月14日                                                                           | 00'00'16～sixteen seconds～                      |
| 2007年 | TOUR 2007 cartoon KAT-TUN II You                                 | 2007年4月3日～2007年6月17日                                                                            | someday for somebody                             |
| 2008年 | KAT-TUN LIVE TOUR 2008 QUEEN OF PIRATES                          | 2008年6月21日～2008年8月5日                                                                            | w/o notice??                                     |
| 2009年 | KAT-TUN Break the Records -- 東京巨蛋10 days．京瓷巨蛋大阪3 days | 2009年5月15日～2009年5月22日（東京巨蛋）、 5月29日～5月31日（京瓷巨蛋大阪）、 6月14日～6月15日（東京） | 1582                                             |
| 2009年 | KAT-TUN SUMMER 09' Break the Records Tour                        | 2009年7月22日～2009年8月23日                                                                           | 愛しているから                                   |
| 2010年 | KAT-TUN ARENA TOUR 10'                                           | 2010年5月2日～2010年6月27日                                                                            | Lost my way                                      |
| 2010年 | KAT-TUN WORLD BIG TOUR                                           | 2010年7月16日～2010年8月28日                                                                           | Lost my way + sweet (MIX) Lost my way + 絆 (MIX) |
| 2010年 | ザ少年俱乐部（初披露）                                           | 2010年12月10日                                                                                         | Plastic tears                                    |
| 2012年 | KAT-TUN LIVE TOUR 2012 CHAIN                                     | 2012年2月11日～2012年4月28日                                                                           | ずっと                                           |
| 2014年 | KAT-TUN LIVE TOUR 2014 come Here                                 | 2014年7月8日～2014年9月28日                                                                            | Emerald                                          |
| 2014年 | KAT-TUN COUNTDOWN LIVE come Here 2014-2015                       | 2014年12月30日～2014年12月31日                                                                         | 離さないで愛                                     |
| 2018年 | KAT-TUN LIVE TOUR 2018 CAST                                      | 2018年8月4日～2018年10月21日                                                                           | One Way Love                                     |
| 2019年 | KAT-TUN LIVE TOUR 2019 IGNITE                                    | 2019年8月9日～2019年9月29日                                                                            | CAN'T CRY                                        |
| 2021年 | KAT-TUN LIVE TOUR 2021 15TH ANNIVERSARY LIVE KAT-TUN             | 2021年3月22日～2021年6月9日                                                                            | Rain+Pure Ice                                    |
| 2022年 | KAT-TUN LIVE TOUR 2022 Honey                                     | 2022年4月1日～2022年6月4日                                                                             | 夜は空いてる                                     |
| 2023年 | KAT-TUN LIVE TOUR 2023 Fantasia                                  | 2023年2月23日～2023年5月14日                                                                           | 未完成な                                         |

### 個人演唱會
- KAT-TUN KAZUYA KAMENASHI CONCERT TOUR 2017 The一～Follow me～（2017年7月13日 - 10月30日）

## 作詞作品

### 個人團體
- 《絆》（Kizuna）
- 《Special Happiness》
- 《SEARCH》
- 《愛しているから》
- 《Day By Day》
- 《1582》(於MAQUIA 2011年7月號「亀カメラ」中透露)
- 《Emerald》
- 《Wonderful World》（2017日本電視台職棒轉播主題曲）
- 《～Follow me～》
- 《現在》（作詞‧作曲）
- 《道》

### 他人作品
- 《Dancer》- 山下智久 (共同作詞)

### DVD與其他出版物
- DVD
  - 2004年8月11日 「DREAM BOY」
  - 2005年11月5日 「ごくせん 2005」
  - 2006年4月5日 「野ブタ。をプロデュース」
  - 2006年6月28日 「DREAM BOYS」
  - 2006年12月22日 「サプリ」
  - 2007年6月13日 「たったひとつの恋」
  - 2008年2月27日 「DREAM BOYS」
  - 2008年9月3日 「1ポンドの福音」
  - 2009年6月24日 「神の雫」
  - 2009年10月28日 「ユウキ」
  - 2010年1月20日 「ごくせん映画」
  - 2010年7月7日 「ヤマトナデシコ七变化」
  - 2012年3月28日 「妖怪人間ベム」
  - 2013年6月26日 「映画 妖怪人間ベム」
  - 2013年11月6日 「俺俺」
  - 2014年4月23日 「東京バンドワゴン〜下町大家族物語」
  - 2015年7月15日 「バンクーバーの朝日」
  - 2015年8月12日 「ジョーカー・ゲーム」
  - 2015年9月30日 「セカンド・ラブ」
  - 2016年8月3日 「怪盗 山猫」
  - 2017年9月13日 「PとJK」
  - 2017年10月4日 「ボク、運命の人です。」
  - 2017年12月6日 「美しい星」
  - 2018年8月1日 「FINAL CUT」
  - 2019年10月2日 「東野圭吾 手紙」
  - 2019年10月16日 「ストロベリーナイト・サーガ」
  - 2021年7月28日 「レッドアイズ 監視捜査班」
- 寫真集
  - 2009年3月3日 「亀梨和也主演『神の雫』Photo Book」
  - 2009年7月9日「ごくせんTHE MOVIEオフィシャルPhoto Book」
  - 2010年3月12日 「亀梨和也主演『ヤマトナデシコ七変化』Photo Book」
  - 2013年5月25日 「俺俺圖鑑 亀梨和也in映畫 俺俺」
  - 2018年2月23日  「亀梨和也Photo Book『ユメより、亀』」

## 電影
- 2009年7月11日 《極道鮮師電影版》 飾演 小田切龍
- 2012年12月15日 《妖怪人間貝姆（日语：妖怪人間ベム (テレビドラマ)）》 主演・ベム
- 2013年5月25日 《俺俺：33個我（日语：俺俺）》 主演・永野均
- 2014年12月20日 《球場上的朝陽》 飾演 ロイ永西
- 2015年1月31日 《D機關》 主演・嘉藤次郎
- 2017年3月25日 《P與JK》 主演 佐賀野功太
- 2017年5月26日 《美麗之星(A Beautiful Star)》 飾演 大杉一雄
- 2020年8月28日 《凶宅怪談》 主演・山野ヤマメ
- 2023年12月1日 《怪物樵夫》 主演・二宮彰

## 電視劇
| 播放時間                       | 劇集名稱           | 中文譯名                              | 角色名字   | 電視台                 | 演出                         |
| ------------------------------ | ------------------ | ------------------------------------- | ---------- | ---------------------- | ---------------------------- |
| 1999年10月14日 - 2000年3月30月 |                    | 3年B組金八先生                        | 深川明彥   | TBS                    | 此為第五季+第六季 第11、12話 |
| 2000年12月13日 - 2001年4月29日 |                    | 史上最惡的約會～ 吸血鬼一點也不可怕   |            | 日本電視台             | 2001年3月25日參與演出        |
| 2005年1月15日 - 3月19日        |                    | 極道鮮師2                             | 小田切龍   | 日本電視台             |                              |
| 2005年9月24日                  |                    | 金田一少年事件簿 ～吸血鬼傳說殺人事件 | 金田一一   | 日本電視台             | 主演                         |
| 2005年10月15日 - 12月27日      |                    | 野豬大改造                            | 桐谷修二   | 日本電視台             | 主演                         |
| 2006年7月10日 - 9月18日        |                    | 戀愛維他命                            | 石田勇也   | 富士電視台             | 主演（與伊東美咲的雙主演）   |
| 2006年8月26日                  |                    | 勇氣                                  | 三田雄基   | 日本電視台             | 主演                         |
| 2006年9月30日                  |                    | 美食偵探王SP （香港篇）               | 神崎弘人   | 日本電視台             | 客串                         |
| 2006年10月14日 - 12月16月      |                    | 唯一的愛                              | 神崎弘人   | 日本電視台             | 主演                         |
| 2007年4月13日 - 6月22日        |                    | 特急田中3號                           | 柴原徹     | TBS                    | 第九回客串（友情出演）       |
| 2008年1月12日 - 3月8日         |                    | 1磅的福音                             | 畑中耕作   | 日本電視台             | 主演                         |
| 2009年1月13日 - 3月10日        |                    | 神之雫                                | 神咲雫     | 日本電視台             | 主演                         |
| 2009年5月23日                  | MR.BRAIN           | MR.BRAIN                              | 和久井雅和 | TBS                    | 第三回嘉宾                   |
| 2010年1月15日 - 2010年3月19日  |                    | 完美小姐進化論                        | 高野恭平   | TBS                    | 主演                         |
| 2011年10月22日 - 12月24日      |                    | 妖怪人間貝姆                          | 貝姆（ベム）   | 日本電視台             | 主演                         |
| 2012年9月25日                  |                    | dragon青年團                          | 神秘的總裁 | TBS                    | 最終回嘉賓                   |
| 2013年10月12日 - 12月14日      |                    | 東京下町古書店                        | 堀田青     | 日本電視台             | 主演                         |
| 2015年2月6日 - 3月20日         |                    | Second Love                           | 平慶       | 朝日電視台             | 主演                         |
| 2016年1月16日 - 3月19日        |                    | 怪盜偵探 山貓                         | 山貓       | 日本電視台             | 主演                         |
| 2017年4月15日 - 6月17日        | ボク、運命の人です | 真命天菜                              | 正木誠     | 日本電視台             | 主演                         |
| 2017年8月26日                  |                    | 創造時代的男人 阿久悠物語             | 阿久悠     | 日本電視台             | 主演                         |
| 2018年1月9日 - 3月13日         | FINAL CUT          | FINAL CUT                             | 中村慶介   | 關西電視台・富士電視台 | 主演                         |
| 2018年12月19日                 | 東野圭吾 手紙      | 信                                    | 武島直貴   | 東京電視台             | 主演                         |
| 2019年4月11日 - 6月20日        |                    | 草莓之夜SAGA                          | 菊田和男   | 富士電視台             | 主演（與二階堂富美的雙主演） |
| 2021年1月23日 - 3月27日        |                    | RED EYES監視搜查班                    | 伏見響介   | 日本電視台             | 主演                         |
| 2021年9月25日                  |                    | 正義的天秤                            | 鷹野和也   | NHK                    | 主演                         |
| 2022年3月12日                  | 正体               | 正体:真面目                           | 镝木庆一   | WOWOW                  | 主演                         |
| 2023年5月6日 - 2023年6月3日    | season2            | 正義的天秤 season2                    | 鷹野和也   | NHK                    | 主演                         |
| 2024年1月18日 - 3月28日        |                    | 大奧                                  | 德川家治   | 富士電視台             |                              |
| 2024年4月9日 - 6月4日          | Destiny            | Destiny                               | 野木真樹   | 朝日電視台             |                              |
| 2024年6月9日 - 6月30日         |                    | 綁架遊戲                              | 佐久間駿介 | WOWOW                  | 主演                         |
| 2026年                         |                    | 金牌救援：Stove League                |            |                        | 主演                         |

## 舞台劇
- 2001年12月1日～2002年1月27日－「SHOCK」
- 2002年6月4日～2002年6月28日－「SHOCK」
- 2003年1月8日～2003年2月25日－「SHOCK」
- 2004年1月8日～2004年1月31日－「DREAM BOY」
- 2004年4月30日～2004年5月7日－「DREAM BOY」主役替演
- 2004年5月8日～2004年5月23日－「DREAM BOY」
- 2004年8月8日～2004年8月29日－「SUMMARY」
- 2005年4月27日～2005年5月15日－「Hey！Say！Dream Boy」座长　梅田藝術劇場
- 2006年1月3日～2006年1月29日－「DREAM BOYS」主演　帝國劇場
- 2007年9月5日～2007年9月30日－「DREAM BOYS」座长　帝國劇場
- 2008年3月4日～2008年3月30日－「DREAM BOYS」座长
- 2009年9月4日～2009年9月29日、2009年10月13日～2009年10月25日－「DREAM BOYS」座长
- 2011年9月3日～2011年9月25日－「DREAM BOYS」座长
- 2012年9月3日～2012年9月29日－「DREAM BOYS」座长
- 2015年8月10日～2015年8月31日－「青い種子は太陽のなかにある」座長(東京)
- 2015年9月4日～2015年9月13日－「青い種子は太陽のなかにある」座長(大阪)
- 2020年11月7日～2020年11月29日－「迷子の時間-語る室2020-」座長(東京) PARCO劇場
- 2020年12月8日～2020年12月13日－「迷子の時間-語る室2020-」座長(大阪) サンケイホールブリーゼ

## 節目演出

### 網路節目
- KAT-TUNの世界一タメになる旅！＋（Paravi），2018年5月3日～

### 電視節目
- 裸之少年（朝日電視台），2001年4月
- 今夜也瘋狂，200年2月2日～2002年7月
- Japan Walker，2001年10月7日～2002年3月31日
- POP JAM（NHK），2001年4月7日～2002年3月9日
- KAT-TUNx3（日本電視台），2005年7月30日～2005年8月6日
- ミンナのテレビ（日本電視台）
- KAT-TUNだ!～グラチャン応援プロジェクト～ （日本電視台），2005年9月～2005年11月
- ウタワラ（歌笑）（日本電視台）
- 少年倶楽部（NHK）
- カートゥン KAT-TUN（日本電視台），2007年4月4日～2010年3月24日
- Going!! Sports & News（日本電視台），2010年4月3日起 每周六日23:55～24:35[4]
- KAT-TUNの絶対マネたくなるTV（仮題）（日本電視台）2011年10月18日～2011年12月20日
- KAT-TUNの世界一ダメな夜！（TBS電視台），2012年1月1日、4月3日、8月24日～12月18日
- KAT-TUNの世界一タメになる旅！（TBS電視台），2014年1月10日、4月18日～2016年3月25日
- ザ少年俱樂部プレミアム（NHK）2014年4月16日～2016年3月16日
- 亀梨和也のスポーツ全力応援 好キニナル（日本電視台）
- 24時間テレビ（日本電視台）（主要主持人），2017年8月26日～27日
- KAT-TUNの世界一タメになる旅！＋（TBS電視台），2019年4月18日～2021年3月26日
- Premium Music 2021（日本電視台），2021年3月24日
- 何するカトゥーン?（富士電視台），2021年4月19日～
- KAT-TUNの食宝ゲッットゥーン（TBS電視台），2021年4月22日～
- 一撃解明バラエティ ひと目でわかる‼︎（日本電視台），2021年10月19日～
- カネ梨和也（日本電視台），2023年1月14日～2023年4月1日

### 廣播節目
- 亀梨和也のKス バイ Kス（ニッポン放送），2008年4月4日起每週五的廣播節目。
- KAT-TUN 亀梨和也のHANG OUT （NACK 5），2011年10月1日起，每週六10:20～10:50

## 得獎紀錄
| 年份      | 大賞名稱                          | 獎項       | 作品                                    | 結果 |
| --------- | --------------------------------- | ---------- | --------------------------------------- | ---- |
|           | 第44回日劇學院賞                  | 助演男優賞 | 極道鮮師2                               | 獲獎 |
| 2005年4月 | 日刊スポーツ                      | 助演男优赏 | 極道鮮師2                               | 獲獎 |
|           | 第47回日劇學院賞                  | 主演男優賞 | 野豬大改造                              | 獲獎 |
| 2005年    | Oricon年间单曲排行榜              | 冠军       | 修二と彰で                              | 獲獎 |
| 2005年    | 日本テレビ                        | エンタ大賞 |                                         | 獲獎 |
| 2006年    | 23rd Best Jeanist Award           |            |                                         | 獲獎 |
| 2007年    | 24th Best Jeanist Award           |            |                                         | 獲獎 |
| 2008年    | 25th Best Jeanist Award           |            |                                         | 獲獎 |
| 2009年    | 26th Best Jeanist Award（四連冠） |            |                                         | 獲獎 |
| 2010年    | 第52回ブルーリボン賞（藍絲帶）    | 助演男優賞 | 映画『ごくせん THE MOVIE』－小田切竜 役 | 獲獎 |
|           | 第13屆日刊體育日劇大賞            | 主演男優賞 | 完美小姐進化論                          | 獲獎 |
| 2010年    | 27th Best Jeanist Award（五連冠） |            |                                         | 獲獎 |
|           | 第71回日劇學院賞                  | 主演男優賞 | 妖怪人間ベム                            | 獲獎 |
|           | 第15屆日刊體育日劇大賞            | 主演男優賞 | 妖怪人間ベム                            | 獲獎 |
| 2016年    | 第19屆日劇GP（大賞）              | 男主角獎   | 怪盜偵探 山貓                           | 獲獎 |

## 體育活動
- 2010年被选为日本职业棒球联赛的开球式嘉宾投手。[6]

## 外部連結
- 傑尼斯事務所官網>KAT-TUN專頁（页面存档备份，存于）（日語）
- 龜梨和也的Instagram帳戶
- 龜梨和也的X（前Twitter）
- YouTube上的龜梨和也頻道（日語）
- 龜梨和也在互联网电影资料库（IMDb）上的資料（英文）